# 150 (số)
150 (một trăm năm mươi) là một số tự nhiên ngay sau 149 và ngay trước 151.